# 朱鸿 (1960年)
朱鸿（1960年9月—），陕西西安人，作家，民进党员，陕西师范大学文学院教授，陕西省政协委员，民进陕西省委会副主委，陕西省作家协会副主席。获得冰心散文奖、老舍散文奖等奖项。
主要作品有《西楼红叶》、《关中踏梦》、《药叫黄连》、《夹缝中的历史》、《西部心情》等。